# U.å.
u.å. är i bibliografiska uppgifter en förkortning för utan årtal, det vill säga att en utgåva saknar uppgift om tryck- eller utgivningsår.